# Haplocoelum trigonocarpum
Haplocoelum trigonocarpum là một loài thực vật thuộc họ Sapindaceae. Loài này có ở Kenya, Mozambique, Somalia, và Tanzania. Chúng hiện đang bị đe dọa vì mất môi trường sống.